# ŽKK Play Off Sarajevo
ŽKK Play Off Sarajevo, aus Sponsoringgründen derzeit als ŽKK Play Off Meridianbet bekannt,8 ist ein professioneller Frauen-Basketballverein aus Sarajevo, Bosnien und Herzegowina. Die Mannschaft nimmt an der bosnisch-herzegowinischen Frauen-Basketballmeisterschaft teil und trägt ihre Heimspiele im Kultur- und Sportzentrum Ilidža aus, das 2.700 Zuschauern Platz bietet. Der Verein gewann 15 Monate nach Gründung der Frauenmannschaft in der Saison 2012/2013 die A1-Liga, die zweithöchste Spielklasse, und erreichte in der darauffolgenden Spielzeit die Vizemeisterschaft. Zu den sportlichen Erfolgen zählen drei Meistertitel in der bosnisch-herzegowinischen Liga sowie ein Sieg im nationalen Pokalwettbewerb. ŽKK Play Off nahm zudem an der Adria-Liga teil und traf dort auf Mannschaften aus anderen Ländern der Region.

## Erfolge
Meisterschaft von Bosnien und Herzegowina
- meister (3): 2016, 2017, 2022
- vizemeister (3): 2014, 2015, 2018

Pokal Bosnien und Herzegowina
- meister (1): 2017
- vizemeister (3): 2016, 2018, 2022

## Saisonweise Platzierungen
| - 2013–2014: 2. Platz - 2014–2015: 2. Platz - 2015–2016: meister - 2016–2017: meister | - 2017–2018: 2. Platz - 2018–2019: 4. Platz - 2019–2020: 4. Platz - 2020–2021: 4. Platz | - 2021–2022: meister - 2022–2023: 4. Platz - 2023–2024: 8. Platz - 2024–2025: 3. Platz |

## Bemerkenswerte Spielerinnen
Liste bemerkenswerter Spielerinnen:
| - Neira Alispahić - Sandra Azinović - Ines Babić - Nikolina Babić - Amra Begić - Dajana Bugarin - Almira Ćato - Anđela Delić - Nikolina Delić | - Nikolina Džebo - Marina Džinić - Miljana Džombeta - Valentina Galušić - Nedžla Kovačević - Zdenka Kovačević - Jovana Marković - Azra Nikšić - Lejla Omerbašić | - Tea Perić - Iris Starčević - Hena Spahić - Vanja Vasilić - Amra Đapo - Milica Milošev - Ines Ćorda - Nikolina Nikolić - Bojana Vulić | - Samantha Roscoe - Cory Tiny Adams - Deijah Blanks - Cierra Ceazer - Andie Easley - Monet Johnson - Teisha King - Rishonda Napier |

## Bekannte Trainer
- Goran Lojo